# فيينا الحمراء

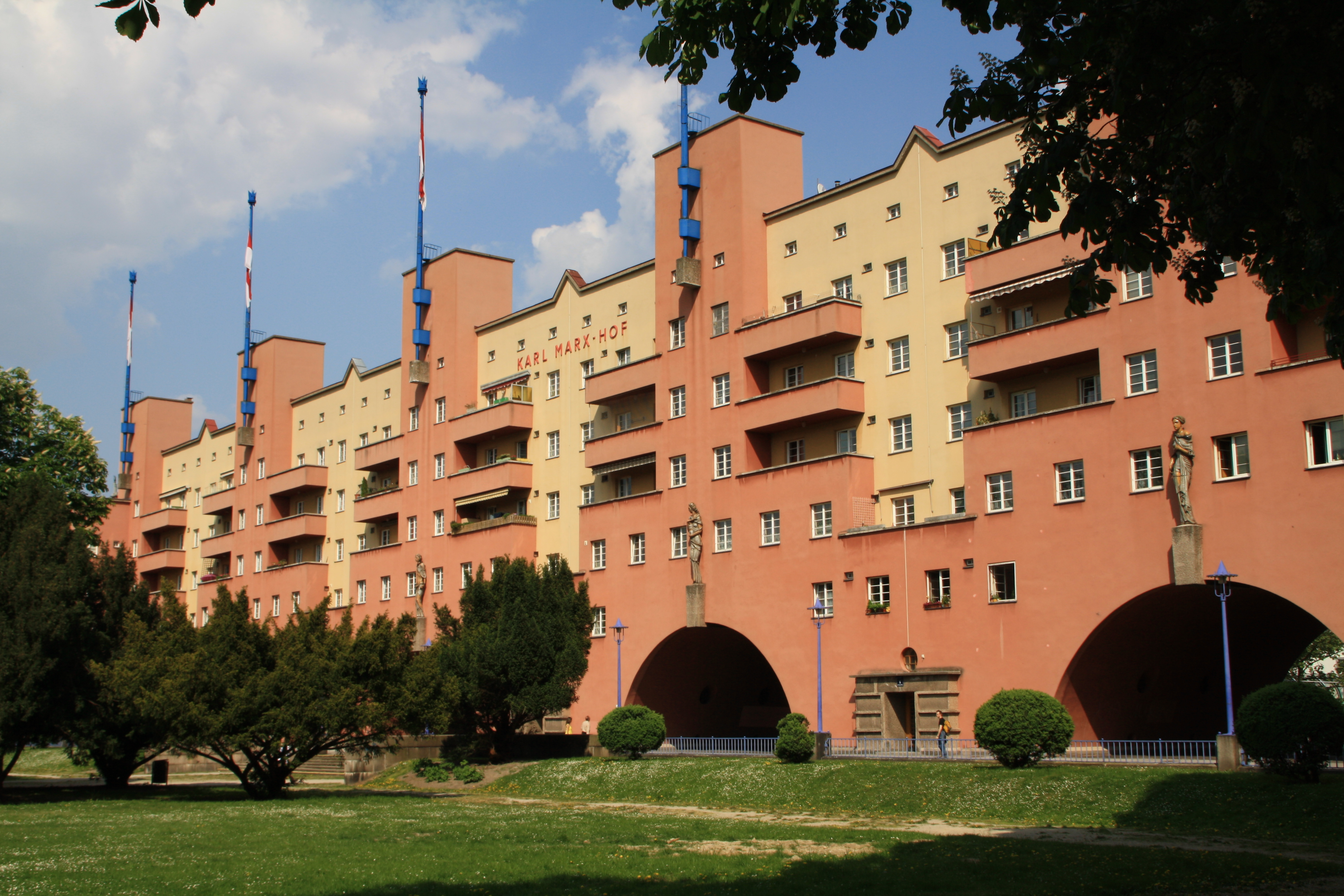
المجمع السكني كارل ماركس هوف, فيينا، النمسا

فيينا الحمراء لقب أطلق على عاصمة النمسا، فيينا، ما بين عامي 1918 و 1934, حين حكم حزب العمال الديمقراطي الاشتراكي النمساوي المدينة ديمقراطياً، لحصوله على الأغلبية.

## الوضع الاجتماعي بعد الحرب العالمية الأولى
أعلنت الجمهورية في النمسا في 12 نوفمبر 1918 بعد انتهاء الحرب العالمية الأولى وتفكك الملكية الهابسبورجية في الإمبراطورية النمساوية المجرية.
في مايو 1919 نظمت الانتخابات لبرلمان المدينة، وتم إقرار حقوق التصويت المتساوية للجنسين لأول المرة. حصل الديمقراطييون الاشتراكييون على الأغلبية المطلقة. وانتخب جاكوب ريمان كأول عمدة ديمقراطي اشتراكي لمدينة فيينا، ليخلفه كارل سيتز عام 1923.
بعد انتهاء الحرب، غرقت شرائح واسعة من الطبقة الوسطى بفقر مدقع، حيث كانوا قد اشتروا أعداد كبيرة من سندات الحرب التي غدت بلا قيمة. كانت الشقق السكنية مكتظة. وانتشرت أمراض عديدة كالسل والزهري والإنفلونزا الإسبانية.
أما المراجع الفكرية التي غذت فيينا الحمراء، فكانت غنية وغزيرة، نتيجة لعودة العديد من المثقفين والاشتراكيين والمنفيين إلى العاصمة. وعلى الرغم من عدم كونهم اشتراكيين، تحمس لتجربة فيينا الحمراء كل من سيغموند فرويد، أدلر ألفريد، بوهلر كارل، آرثر شنيتزلر، كارل كراوس، لودفيج فيتجنشتاين، أدولف لوس، ارنولد شوينبيرج، وغيرهم من العلماء والفنانين والناشرين والمهندسين المعماريين، الذين اظهروا تعاطفهم مع حملة التنمية والتحديث التي شهدتها المدينة.
كتب جون غونتر، في تقييمه للحالة العامة في فيينا خلال فترة ما بين الحربين العالميتين: «لقد تصدر اختلال التوازن ما بين فيينا الماركسية، والريف، الذي سيطر عليه رجال الدين، الساحة السياسية النمساوية حتى صعود أدولف هتلر. لقد كانت فيينا اشتراكية، معادية لسلطة رجال الدين، وغنية إلى حد ما. أما المناطق النائية فكانت متخلفة، محافظة، كاثوليكية، وتحسد مستوى المعيشة المرتفع الذي حظي به أهالي فيينا.»

## السياسة العامة
حكم حزب العمال الديمقراطي الاشتراكي النمسا على المستوى الفيدرالي من خلال تحالفه مع الحزب المسيحي الاجتماعي. أسفرت مبادرة هذا الائتلاف عن تشريع قانون العمل لثماني ساعات. وعلاوة على ذلك، تم تطبيق نظام لتعويضات البطالة، وتأسس مجلس العمال، الذي أضحى بموجب القانون، الممثل الرئيس للعمال النمساويين.
في عام 1920, فرط عقد الائتلاف الاشتراكي - المسيحي، وتحول الحزب الديمقراطي الاشتراكي إلى المعارضة من ذلك الحين فصاعداً.
أما على مستوى فيينا، فقد استمر الديمقراطييون الاشتراكييون في حكم العاصمة حتى عام 1934, من خلال حصد أغلبيات مريحة في الانتخابات البلدية. كان هدفهم أن يجعلوا فيينا مثالاً ساطعاً للسياسات الديمقراطية الاشتراكية. لقد اعتبرت اجراءاتهم مذهلة من قبل المراقبين في شتى أنحاء أوروبا. أما المحافظون، فقد نظروا إليها بعين من الحقد والكراهية، إلا أنهم لم يتمكنوا قط من زحزحة موقعهم في الانتخابات.
قال غونتر بعد عام 1934: «تمكن الاشتراكييون في فيينا من إنتاج إدارة متميزة، جعلت من فيينا أنجح البلديات تقريباً في العالم. وإنجازات اشتراكيي فيينا هذه كانت من أكثر الحركات الاجتماعية إثارة للبهجة في فترة ما بعد الحرب العالمية الأولى. وكانت النتيجة: إزالة الإكليركيين لهم من الوجود.»

## السكن
في عام 1919، أقر البرلمان الفيدرالي قانون الشرط الإسكاني لتعزيز كفاءة الهياكل السكنية الموجودة. لقد ثبت أن انخفاض الطلب الخاص على بناء الأراضي وانخفاض تكاليف البناء كان مواتياً لخطط الإسكان العام الواسعة التي طرحتها إدارة المدينة.
ما بين عامي 1925 و 1934, تم بناء أكثر من 60 ألف شقة. حيث تم تشييد العديد من المجمعات السكنية حول المساحات الخضراء، كالمجمع الذي سمي «كارل ماركس هوف».
تم اختيار المستأجرين للشقق الجديدة على أساس نظام يعطي الأولية لذوي الاحتياجات الملحة. تم تمويل مشاريع السكن في فيينا عبر عائدات ضريبة الإسكان، التي ساهمت بأربعين بالمائة، وبمساعدة الأموال الفيدرالية وعائدات ضريبة الرفاهية.
إن استخدام المال العام لتغطية تكاليف البناء سمح بإبقاء أسعار الإيجار منخفضة جداً. حيث كانت تكاليف الإيجار في شقق الدولة تساوي 4 % فقط من دخل الأسرة، مقابل 30% في الشقق الخاصة.
كما كان بالإمكان تأجيل مواعيد الدفع في حالة المرض أو البطالة.

## الخدمات الاجتماعية والصحية
تم توزيع الملابس على جميع أهالي الرضع. كم تم افتتاح رياض الأطفل لتمكين الأمهات من العمل. وقدمت الخدمات الطبية مجاناً.
تم توفير مرافق للعطلات الترفيهية، إضافة للحمامات العامة والمنتجعات الرياضية لتعزيز اللياقة البدنية.
تضاعف الإنفاق على الخدمات الجتماعية ثلاث مرات، بالمقارنة مع فترة ما قبل الحرب. انخفض معدل وفيات الرضع إلى أقل من المعدل النمساوي. كما انخفضت حالات الإصابة بمرض السل بنسبة 50%.
ساعدت التسعيرات المنخفضة للغاز والكهرباء وجمع القمامة، الذي تم تحت إدارة البلدية، بتحسين المعايير الصحية للمدينة.

## السياسات المالية
فرض الحزب الديمقراطي الاشتراكي ضرائب جديدة بموجب قانون، إلى جانب الضرائب الفدرالية. حيث خضعت الرفاهية كركوب الخيل، السيارات الخاصة الكبيرة، الخدم في المنازل الخاصة، وغرف الفنادق، إلى هذه الضرائب.
و فرضت أيضاً ضريبة الإسكان، التي مولت مشاريع البلدية السكنية، على أساس تصاعدي.
ونتيجة لهذا النشاط الاستثماري من قبل البلدية، انخفض معدل البطالة في فيينا مقارنة ببقية النمسا وألمانيا. وقد تم تمويل جميع الاستثمارات عن طريق الضرائب مباشرة، وليس عن طريق القروض. وبالتالي بقيت إدارة المدينة مستقلة عن الدائنين ولم يترتب عليها دفع فائدة على السندات.

## السياسيون
ارتبطت تجربة فيينا الحمراء بأسماء الزعماء السياسيين التاليين:
- جاكوب رومان: أول عمدة ديمقراطي اشتراكي للمدينة.
- كارل سيتز: عمدة منذ عام 1923 إلى أن تمت الإطاحة به من من قبل الشرطة عام 1934.
- هوغو برايتنر: مستشار مالي ناجح.
- يوليوس تاندلر: المصلح الشهير للخدمات الاجتماعية والصحية في المدينة.
- أوتو غلوكل: مصلح النظام التعليمي.